# HD 68077
HD 68077，又名BD+56 1278，SAO 26732、HR 3200，是一颗恒星，视星等为5.85，位于銀經161.31，銀緯33.58，其B1900.0坐标为赤經8h 5m 52s，赤緯+56° 33.58′ 7″。